# Internazionali di Tennis di Baviera 2004 - Qualificazioni singolare
Le qualificazioni del singolare degli Internazionali di Tennis di Baviera 2004 sono state un torneo di tennis preliminare per accedere alla fase finale della manifestazione. I vincitori dell'ultimo turno sono entrati di diritto nel tabellone principale. In caso di ritiro di uno o più giocatori aventi diritto a questi sono subentrati i lucky loser, ossia i giocatori che hanno perso nell'ultimo turno ma che avevano una classifica più alta rispetto agli altri partecipanti che avevano comunque perso nel turno finale.
Le qualificazioni del singolare prevedevano 32 partecipanti di cui 4 sono entrati nel tabellone principale.

## Teste di serie
1. Stefano Pescosolido (secondo turno)
2. Sébastien de Chaunac (ultimo turno)
3. Vladimir Volčkov (ultimo turno)
4. Björn Phau (ultimo turno)

1. Boris Pašanski (Qualificato)
2. Alexander Waske (Qualificato)
3. Michel Kratochvil (Qualificato)
4. Dieter Kindlmann (Qualificato)

## Qualificati
1. Michel Kratochvil
2. Alexander Waske

1. Boris Pašanski
2. Dieter Kindlmann

## Tabellone

### Legenda
| - Q = Qualificato - WC = Wild card - LL = Lucky loser | - ALT = Alternate - SE = Special Exempt - PR = Protected Ranking | - w/o = Walkover - r = Ritirato - d = Squalificato |

### Sezione 1
|  | Primo turno         | Primo turno         | Primo turno         | Primo turno | Primo turno |  |  | Secondo turno | Secondo turno       | Secondo turno       | Secondo turno     | Secondo turno |   |   | Ultimo turno | Ultimo turno      | Ultimo turno | Ultimo turno | Ultimo turno |  |
|  |                     |                     |                     |             |             |  |  |               |                     |                     |                   |               |   |   |              |                   |              |              |              |  |
|  | 1                   | Stefano Pescosolido | Stefano Pescosolido | 7           | 6           |  |  |               |                     |                     |                   |               |   |   |              |                   |              |              |              |  |
|  |                     | Radim Žitko         | Radim Žitko         | 65          | 3           |  |  | 1             | Stefano Pescosolido | Stefano Pescosolido | 4                 | 4             |   |   |              |                   |              |              |              |  |
|  | Konstantin Gruber   | Konstantin Gruber   | Konstantin Gruber   | 6           | 6           |  |  |               | Konstantin Gruber   | Konstantin Gruber   | 6                 | 6             |   |   |              |                   |              |              |              |  |
|  | Marc-Kevin Goellner | Marc-Kevin Goellner | Marc-Kevin Goellner | 4           | 3           |  |  |               |                     |                     |                   |               |   |   |              | Konstantin Gruber | 6            | 5            | 1            |  |
|  | Maximilian Abel     | Maximilian Abel     | 2                   | 7           | 6           |  |  |               |                     | 7                   | Michel Kratochvil | 2             | 7 | 6 |              |                   |              |              |              |  |
|  | Alexander Satschko  | Alexander Satschko  | 6                   | 5           | 4           |  |  |               | Maximilian Abel     | Maximilian Abel     | 3                 | 1             |   |   |              |                   |              |              |              |  |
|  | 7                   | Michel Kratochvil   | Michel Kratochvil   | 6           | 6           |  |  | 7             | Michel Kratochvil   | Michel Kratochvil   | 6                 | 6             |   |   |              |                   |              |              |              |  |
|  |                     | Boris Borgula       | Boris Borgula       | 0           | 2           |  |  |               |                     |                     |                   |               |   |   |              |                   |              |              |              |  |

### Sezione 2
|  | Primo turno     | Primo turno          | Primo turno          | Primo turno | Primo turno |  |  | Secondo turno | Secondo turno        | Secondo turno        | Secondo turno   | Secondo turno   |   |   | Ultimo turno | Ultimo turno         | Ultimo turno         | Ultimo turno | Ultimo turno |  |
|  |                 |                      |                      |             |             |  |  |               |                      |                      |                 |                 |   |   |              |                      |                      |              |              |  |
|  | 2               | Sébastien de Chaunac | Sébastien de Chaunac | 6           | 6           |  |  |               |                      |                      |                 |                 |   |   |              |                      |                      |              |              |  |
|  |                 | Attila Sávolt        | Attila Sávolt        | 3           | 0           |  |  | 2             | Sébastien de Chaunac | Sébastien de Chaunac | 7               | 6               |   |   |              |                      |                      |              |              |  |
|  | Julian Knowle   | Julian Knowle        | Julian Knowle        | 6           | 6           |  |  |               | Julian Knowle        | Julian Knowle        | 5               | 2               |   |   |              |                      |                      |              |              |  |
|  | Aleksey Malajko | Aleksey Malajko      | Aleksey Malajko      | 3           | 0           |  |  |               |                      |                      |                 |                 |   |   | 2            | Sébastien de Chaunac | Sébastien de Chaunac | 3            | 2            |  |
|  | Robin Vik       | Robin Vik            | Robin Vik            | 6           | 6           |  |  |               |                      | 6                    | Alexander Waske | Alexander Waske | 6 | 6 |              |                      |                      |              |              |  |
|  | Daniel Brands   | Daniel Brands        | Daniel Brands        | 1           | 0           |  |  |               | Robin Vik            | 6                    | 2               | 6(1)            |   |   |              |                      |                      |              |              |  |
|  | 6               | Alexander Waske      | Alexander Waske      | 6           | 6           |  |  | 6             | Alexander Waske      | 4                    | 6               | 7               |   |   |              |                      |                      |              |              |  |
|  |                 | Ivajlo Trajkov       | Ivajlo Trajkov       | 4           | 4           |  |  |               |                      |                      |                 |                 |   |   |              |                      |                      |              |              |  |

### Sezione 3
|  | Primo turno        | Primo turno             | Primo turno             | Primo turno | Primo turno |  |  | Secondo turno | Secondo turno      | Secondo turno      | Secondo turno  | Secondo turno |   |   | Ultimo turno | Ultimo turno     | Ultimo turno | Ultimo turno | Ultimo turno |  |
|  |                    |                         |                         |             |             |  |  |               |                    |                    |                |               |   |   |              |                  |              |              |              |  |
|  | 3                  | Vladimir Volčkov        | Vladimir Volčkov        | 6           | 6           |  |  |               |                    |                    |                |               |   |   |              |                  |              |              |              |  |
|  |                    | Konstantinos Economidis | Konstantinos Economidis | 0           | 3           |  |  | 3             | Vladimir Volčkov   | Vladimir Volčkov   | 6              | 6             |   |   |              |                  |              |              |              |  |
|  | Nicolás Todero     | Nicolás Todero          | Nicolás Todero          | 6           | 6           |  |  |               | Nicolás Todero     | Nicolás Todero     | 2              | 1             |   |   |              |                  |              |              |              |  |
|  | Andres Dellatorre  | Andres Dellatorre       | Andres Dellatorre       | 1           | 2           |  |  |               |                    |                    |                |               |   |   | 3            | Vladimir Volčkov | 6            | 3            | 5            |  |
|  | Philipp Petzschner | Philipp Petzschner      | 3                       | 7           | 6           |  |  |               |                    | 5                  | Boris Pašanski | 2             | 6 | 7 |              |                  |              |              |              |  |
|  | Petr Luxa          | Petr Luxa               | 6                       | 5           | 3           |  |  |               | Philipp Petzschner | Philipp Petzschner | 2              | 5             |   |   |              |                  |              |              |              |  |
|  | 5                  | Boris Pašanski          | 6                       | 0           | 7           |  |  | 5             | Boris Pašanski     | Boris Pašanski     | 6              | 7             |   |   |              |                  |              |              |              |  |
|  |                    | Edwin Kempes            | 4                       | 6           | 64          |  |  |               |                    |                    |                |               |   |   |              |                  |              |              |              |  |

### Sezione 4
|  | Primo turno        | Primo turno        | Primo turno        | Primo turno | Primo turno |  |  | Secondo turno | Secondo turno    | Secondo turno    | Secondo turno    | Secondo turno |   |   | Ultimo turno | Ultimo turno | Ultimo turno | Ultimo turno | Ultimo turno |  |
|  |                    |                    |                    |             |             |  |  |               |                  |                  |                  |               |   |   |              |              |              |              |              |  |
|  | 4                  | Björn Phau         | Björn Phau         | 6           | 6           |  |  |               |                  |                  |                  |               |   |   |              |              |              |              |              |  |
|  |                    | Marko Neunteibl    | Marko Neunteibl    | 4           | 4           |  |  | 4             | Björn Phau       | Björn Phau       | 6                | 6             |   |   |              |              |              |              |              |  |
|  | Lars Übel          | Lars Übel          | 6                  | 4           | 7           |  |  |               | Lars Übel        | Lars Übel        | 4                | 2             |   |   |              |              |              |              |              |  |
|  | Ivo Klec           | Ivo Klec           | 2                  | 6           | 5           |  |  |               |                  |                  |                  |               |   |   | 4            | Björn Phau   | 6            | 5            | 4            |  |
|  | Viktor Bruthans    | Viktor Bruthans    | Viktor Bruthans    | 6           | 6           |  |  |               |                  | 8                | Dieter Kindlmann | 4             | 7 | 6 |              |              |              |              |              |  |
|  | Matthias Bachinger | Matthias Bachinger | Matthias Bachinger | 0           | 3           |  |  |               | Viktor Bruthans  | Viktor Bruthans  | 3                | 1             |   |   |              |              |              |              |              |  |
|  | 8                  | Dieter Kindlmann   | 6                  | 2           | 6           |  |  | 8             | Dieter Kindlmann | Dieter Kindlmann | 6                | 6             |   |   |              |              |              |              |              |  |
|  |                    | Andreas Seppi      | 4                  | 6           | 3           |  |  |               |                  |                  |                  |               |   |   |              |              |              |              |              |  |